# ハーブ・ハーデスティ
ハーブ・ハーデスティ (Herb Hardesty、1925年3月3日 - 2016年12月3日)は米国のテナー・サクソフォン/トランペット奏者。1948年に始まったニューオーリンズのピアニストのファッツ・ドミノ、プロデューサーのデイヴ・バーソロミューとの仕事が最もよく知られている。

## 来歴

### 若年期
ハーデスティは1925年3月3日、ルイジアナ州ニューオーリンズに生まれた。6歳のとき学校でトランペットのレッスンを受けるようになった。その当時使っていたトランペットは、義父がルイ・アームストロングから譲り受けたものだった。彼はまたプロフェッサー・ヴァルモア・ヴィクターにも師事し、地元の公共事業促進局のビッグバンドで演奏するようになった。1939年には、パパ・セレスティン、シドニー・デヴィーンらが率いるバンドで演奏し金を稼ぐようになっていた。チック・ウェブも自身のオーケストラでの演奏を依頼していた。
1941年には、入隊可能な年齢に2歳足りなかったにもかかわらず軍隊に入隊。ミシシッピ州ジャクソンのアメリカ陸軍航空隊で彼はバンドのサクソフォン奏者を買って出た。上官がアルト・サクソフォンを買い与えると、彼はその演奏方法を2日間で習得したという。彼の軍隊における訓練はアラバマ州タスキーギで継続された。また彼は第99飛行訓練戦隊の無線技術師として、モロッコ、イタリア並びにドイツ駐在を経験、タスキーギ・エアメンとして後に知られることになる部隊の一員となった。時間が許せば、彼は地元ヨーロッパのミュージシャンたちとトランペット、アルト・サクソフォンをプレイした。終戦後、ハーデスティはニューオーリンズに戻り、ディラード大学に入学した。

### キャリアの初期
ハーデスティ自身初のトリオは、彼の自宅から数ブロック離れたニューオーリンズのクレイボーン・アヴェニューのハリケーン・バーで演奏していた。そこではハーデスティはダブルベースを弾き、ギタリストとピアニストを伴うナット・キング・コールのグループに似たスタイルだった。間もなく彼はテナー・サクソフォンを購入しレッスンを受けるようになった。そして1948年にフォー・デュークスというグループを結成。ハーデスティはトランペットとテナー・サクソフォンを担当した。
ハーデスティは1946年にデイヴ・バーソロミューと出会い、1949年バーソロミューは、デラックス・レコードによるチャビー・ニューサムの「New Orleans Lover Man」のレコーディング・セッションに彼を誘った。このセッションに参加したミュージシャンには、ドラマーのアール・パーマー、ベーシストのフランク・フィールズ、そしてギタリストのアーネスト・マクリーンがいた。彼らにバーソロミュー、ハーデスティを加えたメンバーは1950年代にコズィモ・マタッサのJ&Mレコーディング・スタジオで多くのヒットをレコーディングしたスタジオ・バンドの核をなしていた。1949年の後半には、ハーデスティは歌手のロイ・ブラウンと6ヶ月ほどに及ぶツアーに出ている。
ニューオーリンズへの戻ると、ハーデスティは再びバーソロミューの用意したセッションに参加している。その中には、1949年11月29日のジュウェル・キングの「3 x 7 = 21」、トミー・リッジリーの「Shrewsbury Blues」などがあった。1949年12月10日、彼は後にロックの殿堂入りを果たすファッツ・ドミノの初めてのレコードとなった「The Fat Man」のレコーディングに参加した。1950年代前半にハーデスティはドミノのみならず、他のアーティストとのスタジオ・ワークにも取り組んだ。その中にはロイド・プライス (「ローディ・ミス・クローディ」のサックス・ソロは彼である)、シャーリー・アンド・リー、スマイリー・ルイス、T-ボーン・ウォーカー、ビッグ・ジョー・ターナー、リトル・リチャード等がいた。また彼は時折、地元のクラブにも出演し、ライヴを行っていた。1953年には、彼はレイ・チャールズのツアーのためのバンドのメンバー集めとリハーサルを手伝っている

### ファッツ・ドミノとの活動
1955年、バーソロミューはハーデスティに対し、ファッツ・ドミノのツアーのメンバーに加わるよう要請した。このバンドが1955年3月にロサンゼルスの5-4ボールルームで演奏した際、その場にいた写真家がハーデスティが背中に回してテナー・サックスをプレイする写真を撮影し、この写真がライフの1955年4月18日号に掲載された。ファッツ・ドミノは写真に映ってはいなかったものの、彼のことが同誌の中で触れられるはこのときが初めてだった。同じロサンゼルスへのツアーの最中にレコーディング・セッションも行われ、このセッションからは「Blue Monday」がヒットとなっている。ここでハーデスティはバリトン・サックスをプレイした。彼がこれをプレイした理由は、他のプレイヤーではいいサウンドを得ることができなかったからだという。ハーデスティがバリトン・サックスをプレイしたのはこのとき1回だけである。とある音楽ライターは、彼のこのソロについて以下のように述べている。「想像しうる最も完璧な内容だ。8小節のサックスのブレークは恐ろしいほど無駄がなく、至宝と呼ぶに相応しい。それは最も記憶に残る、ブルース・フィーリングに溢れ、かつシンプルなプレイのひとつであり、R&B全般を特徴づけるものだ」。その他ドミノの著名な曲でハーデスティのテナー・サックスのソロが聴けるものには「I’m Walkin’」、「Ain’t That A Shame」、「Let The Four Winds Blow」などがある。

### ソロ・アーティストとして
ハーデスティのソロ名義のレコーディングは1957年から行われている。最初の2曲はギタリストのミッキー・ベイカーによって設定されたもののリリースはされず、その音源が現存するかは確認されていない。
1958年1月15日、マーキュリー・レコード傘下のウィング・レコードのためのセッションとして12曲がニューオーリンズのコズィモ・マタッサのスタジオでレコーディングされたがこれも当初はリリースには至らず、2012年7月になってから1958年に残したその他の音源と合わせる形で英エイスよりCD『The Domino Effect』で初めて日の目を見た。
初めてハーデスティの名前がシングル盤に刻まれたのはカナダのヴォーカル・カルテット、ザ・ダイアモンズのレコーディング「Chick-Lets (Don't Let Me Down)」で、1958年3月4日にレコーディングされ、その翌月マーキュリーよりシングルとしてリリースとなった。(名義は「ザ・ダイアモンズ・ウィズ・ハーブ・ハーデスティ・アンド・ヒズ・オーケストラ」となっている。)
1959年には、ハーデスティはハンク・ジョーンズと4曲をニューヨークでレコーディングしている。そのうち2曲はパオリ・レーベルよりシングルとしてリリースされた。このレコードは同レーベル唯一のリリースとなった。これらの楽曲は間もなくミューチュアル・レーベルからもリリースとなっている。これら2つはどちらもフィラデルフィアにコネクションを持つレーベルだった。ミューチュアル盤はフィラデルフィアのラジオ局WIBGの1959年11月2日付の未来のトップ40チャートに入っていたものの、他ではチャート入りすることはなかった。これら4曲は1961年、キング・レコードによって買収され、傘下のフェデラル・レコードによって1961年4月、6月に2枚のシングル盤として出しなおされている。ハーデスティはこれらとは別に1961年10月、もう4曲をレコーディングし、1962年にフェデラルよりリリースとなった。うち2曲はインストゥルメンタルではなく、ニューオーリンズのギタリスト、ウォルター・”パプース”・ネルソンのヴォーカルが入っている。ハーデスティはファッツ・ドミノの1964年のアルバム『Fats on Fire』のタイトル曲を共作している。

### その他ミュージシャンとの活動
ハーデスティは1971年にラスベガスに移住するまでドミノとのツアーに参加し続けた。1973年にはラスベガスのヒルトン・ホテルのデューク・エリントン・オーケストラの公演にトランペットで参加しており、またカウント・ベイシー・オーケストラにも半年ほどテナー・サックス奏者として在籍した。彼はヒルトン・ホテルのハウスバンドのメンバーとなり、トニー・ベネット、エラ・フィッツジェラルド、フランク・シナトラといったヴォーカリストたちのバックを務めた。
1978年、ドラマーのアール・パーマーがハーデスティをトム・ウェイツのアルバム『ブルー・ヴァレンタイン』のレコーディングに誘った。彼は、1978年から79年にかけてウェイツのバンドのメンバーとなり、米国、ヨーロッパ、オーストラリアのツアーを経験している。ここで彼はテナー・サックスよりもトランペットを中心にプレイした。このツアーのウェイツのオースティン公演は、CDとDVDで発売になっている。
ハーデスティは1980年から2005年頃まで、再びドミノとプレイするようになり、この時期の様々なライヴ録音でその演奏を聴くことができる。また、彼はドクター・ジョンの1992年のアルバム『ゴーイン・バック・トゥ・ニューオーリンズ』でテナー・サックスをプレイしている。長年に渡りハーデスティはヨーロッパでプレイを続け、オラフ・ポルツィーン・トリオとドイツでレコーディングしたCDもリリースしている。また彼はアスコーナ・ジャズ・フェスティバル (スイス)にテナー・サックス奏者のプラス・ジョンソンとともに出演している。ピアニスト、ミッチ・ウッズのアルバム2枚『Big Easy Boogie』(2006年)と『Gumbo Blues』(2010年)に参加。2008年のヨーロッパ・ツアーにも同行した。
ハーデスティはニューオーリンズ・ジャズ&ヘリテッジ・フェスティバルでのドクター・ジョンとの共演も続けた。2012年のフェスティバルにおける彼のソロについて、ガンビット紙は以下の通り評している。「ハーブ・ハーデスティに称賛を。彼は才能溢れるJ&Mスタジオ・バンドの数少ない存命メンバーのひとりだ。彼らの力添えにより、ファッツ・ドミノ、リトル・リチャード、シャーリー・アンド・リー、その他大勢アーティストのヒット曲、名曲が生まれている。ジャズフェスにおけるドクター・ジョンの公演への彼の参加、そして素晴らしきソロ・プレイはドクター・ジョンの新曲にもニューオーリンズのフィーリングを加える結果となった」。彼は、2013年4月28日、ジャズフェスのブルース・テントに自身のグループ、ハーブ・ハーデスティ＆ザ・デュークスで出演をしている。

### 死去
ハーデスティはラスベガスで演奏活動を続けたが、2016年12月6日、同地でガンのため死去。91歳だった。

## 演奏楽器
キャリアの大半において、ハーデスティは金メッキの施されたセルマー・マークVIテナー・サクソフォンとオットーリンクのマウスピースを使用した。トランペットはヘンリー・セルマー・パリのカスタム製であり、彼がフランスで製造した2つのうちのひとつだった。もうひとつはルイ・アームストロングが所有していた。

## ディスコグラフィ

### 自己名義

#### シングル
- 1959年 「Beatin' and Blowin'」 b/w 「Perdido Street」(Paoli 1001)
- 1959年 「Beatin' and Blowin'」 b/w 「Perdido Street」(Mutual 1001)
- 1961年 「Beatin' and Blowin'」 b/w 「69 Mother's Place」(Federal 12410)
- 1961年 「Perdido Street」 b/w 「Adam and Eva」(Federal 12423) ※正しい題名は「Adam and Eve」である
- 1961年 「Just a Little Bit of Everything」 b/w 「It Must Be Wonderful」(Federal 12444)
- 1962年 「The Chicken Twist」 b/w 「Why Did We Have To Part」(Federal 12460)[13]

#### 編集盤
- 2012年 『The Domino Effect: Wing and Federal Recordings 1958–61』(Ace CDTOP 1333)
- 1961年 『James Brown Presents His Band – Night Train』(King LP 771)

　※「Just a Little Bit of Everything」収録

### ザ・ダイアモンズとの共演

#### シングル
- 1958年「Chick-Lets (Don't Let Me Down)」(Mercury 71291)[15]